# Liz Kendall

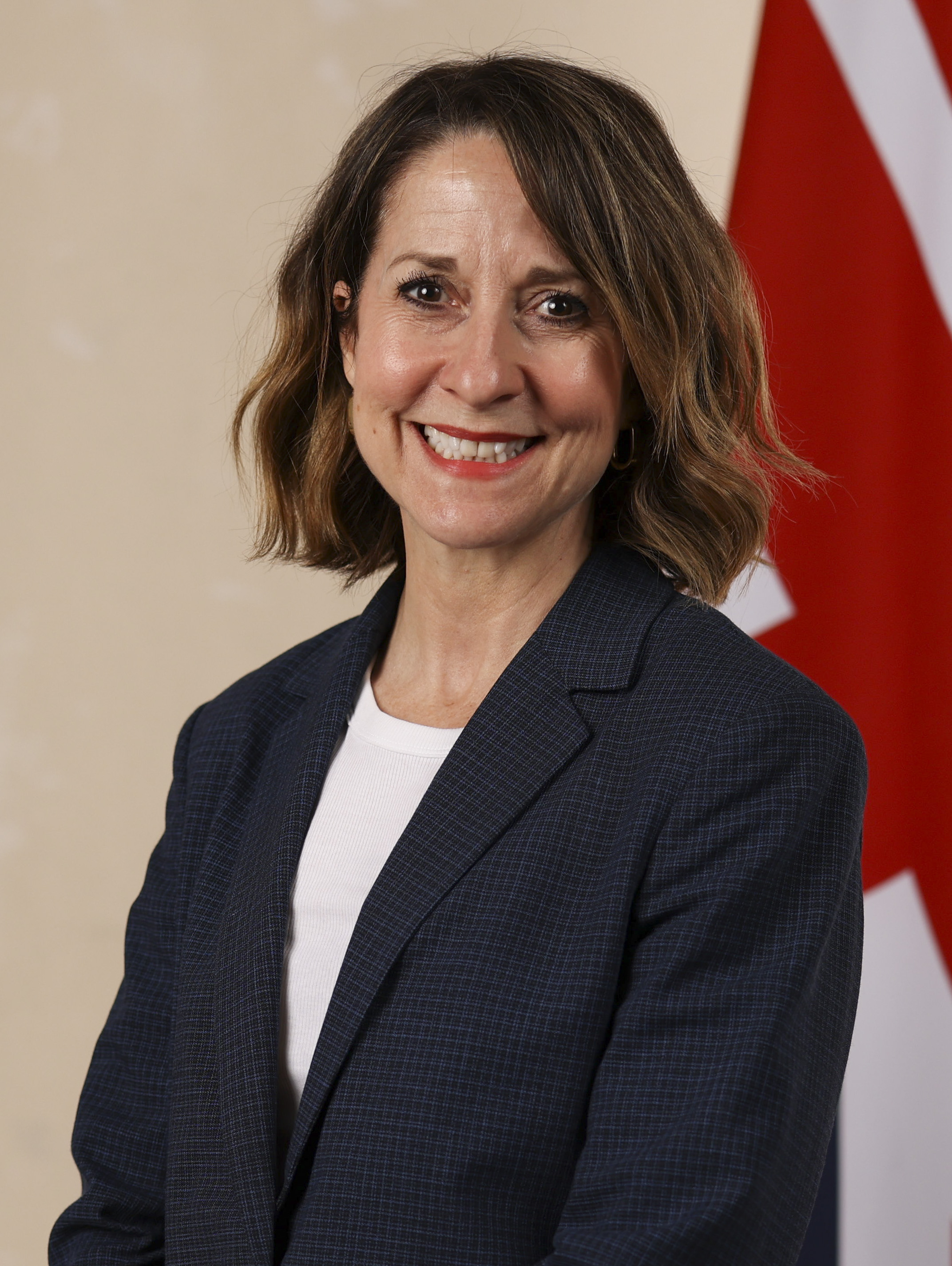
Liz Kendall i juli 2024 i samband med att hon utnämndes till arbetsmarknads- och pensionsminister.

Elizabeth Louise "Liz" Kendall, född 11 juni 1971 i Abbots Langley i Hertfordshire, är en brittisk politiker för Labourpartiet. Sedan 5 juli 2024 är hon Storbritanniens arbetsmarknads- och pensionsminister.
Hon har varit parlamentsledamot för Leicester West-distriktet sedan valet 2010. I maj 2015 meddelade Kendall att hon skulle vara med i valet till ny partiledare för Labourpartiet, efter Ed Milibands nederlag i brittiska valet. I partiledarvalet i september samma år förlorade hon mot Jeremy Corbyn.